# یانا هوبینسکا
یانا هوبینسکا (اسلواکی: Jana Hubinská؛ زادهٔ ۷ ژوئن ۱۹۶۴) بازیگر اهل اسلواکی است.
او بابت فعالیت‌های هنری خود برندهٔ جوایز متعددی شده‌است که از آن میان می‌توان به شیر چک اشاره نمود.